# Gang

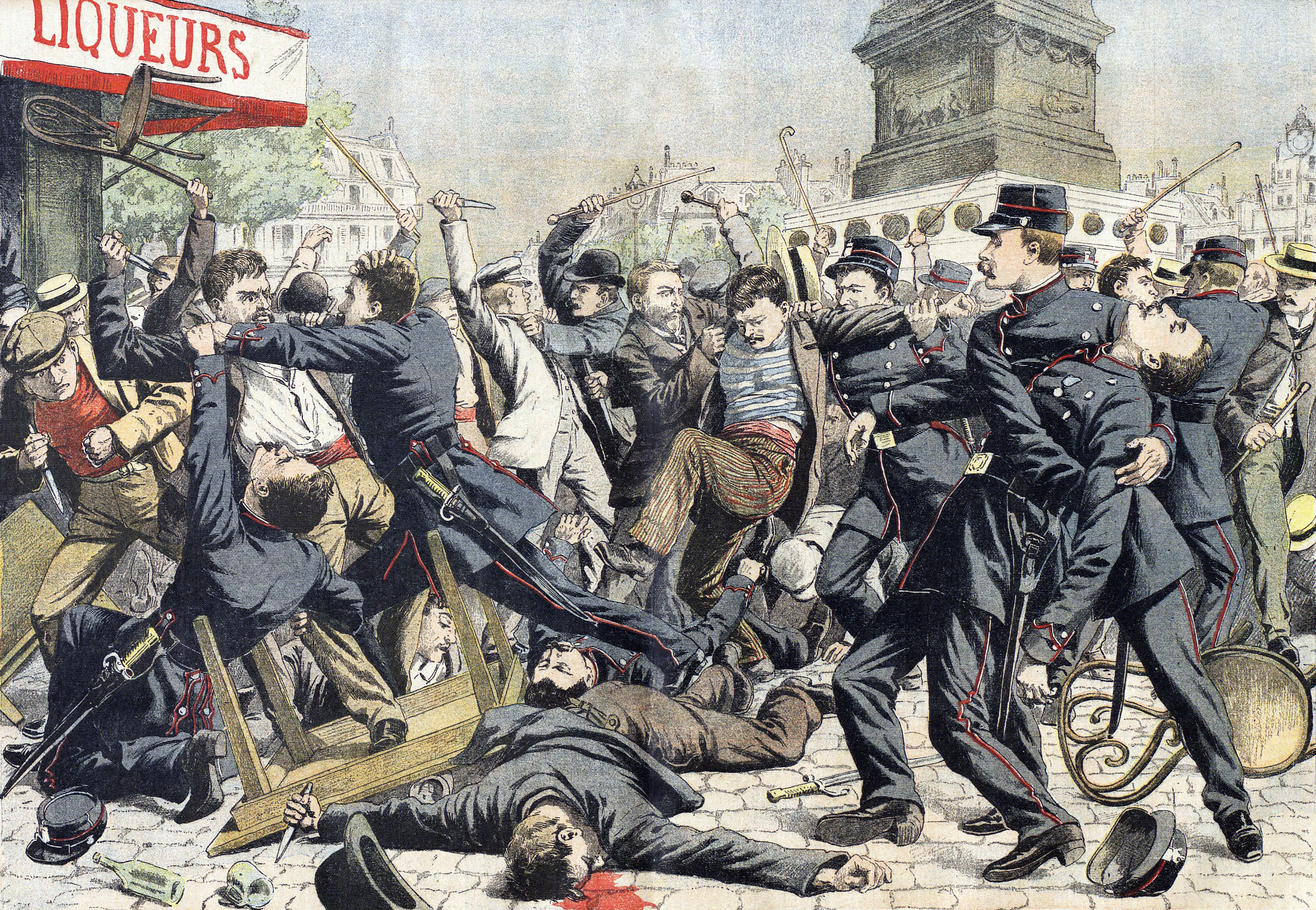
Příslušníci pařížského podsvětí, tzv. Apači, v pouliční bitce s policií kolem roku 1904

Gang [geng] (amer., z angl. to go) znamená původně pojmenovanou mužskou skupinu, dnes téměř výlučně zločineckou. Její člen se nazývá gangster [genkstr].

## Historie
Gangy jako organizované skupiny vznikly v USA ve druhé polovině 19. století, například jako odnože italské mafie, a velmi se rozmnožily v období prohibice (1919–1933), kdy nelegální prodej alkoholu sliboval obrovské zisky. K tomu se přidala i prostituce a později obchod s drogami. Původní gangy nebyly velké, operovaly na stálém místě a ze svých zisků velkoryse podplácely politiky, policisty a zejména městské úředníky. Jejich náčelníci („boss“) často vystupovali jako zámožní obchodníci a své spojení se zločinci dokonale maskovali. Jeden z nejslavnějších, Al Capone (1899–1947), mohl být nakonec odsouzen jen za daňové podvody, ačkoli měl na svědomí množství vražd a jiných zločinů.
Protože se pohybovaly „mimo zákon“, dostávaly se gangy často do sporů, které nakonec řešily vraždami, jež vyvolávaly podobnou pomstu protivníků. Jakkoli veřejnost nelegální prodej alkoholu spíše vítala, tyto války gangů ji začaly znepokojovat a když došlo k masovým přestřelkám a vyvražďování protivníků, rostl také tlak na účinný boj proti nim. Důležitým rysem gangů je zvláštní symbolika, značky, gesta, odznaky nebo oblečení. Svými značkami si gangy navzájem dávají najevo svou přítomnost, případně terorizují obyvatele.

## Současnost

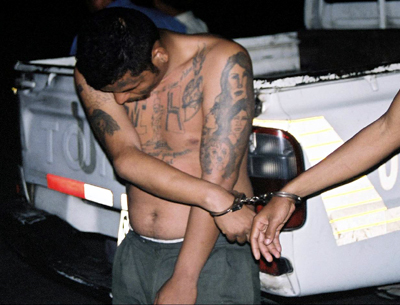
Člen gangu Mara Salvatrucha, neboli MS-13

V současnosti jsou gangy převážně tvořeny přistěhovalci, často stejného původu. Zabývají se prodejem drog, organizují prostituci, pašování a jiné výnosné a nezákonné činnosti. Podle odhadů z roku 2007 působí v USA asi 30 tisíc gangů s více než 800 tisíci členy, z toho asi 120 tisíc jen v Los Angeles. Členové gangů působí až 80 % násilných trestných činů a téměř 150 tisíc je ve vězeních.
V Česku působí také mezinárodní a „etnické“ gangy, z domácích hlavně tzv. motocyklové gangy a gangy ve věznicích.